# Fetch the Bolt Cutters
Fetch the Bolt Cutters é o quinto álbum de estúdio da cantora norte-americana e compositora Fiona Apple. Foi lançado em 17 de abril de 2020, seu primeiro lançamento desde The Idler Wheel... de 2012. O LP foi gravado entre 2015 e 2020, principalmente na casa da artista, em Venice Beach, Los Angeles. Foi produzido e cantado por Fiona junto a Aileen Wood, Sebastian Steinberg e David Garza.
O trabalho é composto por longas e improvisadas gravações de sons inconvencionais, como o latido da cachorra da cantora, sons de sinos e miados. A mixagem foi feita através do programa GarageBand. De acordo com Apple, os vocais sem edição e as tomadas longas são por conta da sua falta de experiência com o programa.
O tema central do trabalho é a exploração da liberdade da opressão, Apple diz que a principal mensagem do trabalho é: 'Pegue o alicate e tire você mesmo da situação que você se encontra'. O título, uma citação da série de TV The Fall, reflete este ideal. O álbum também fala sobre os relacionamentos complexos da cantora com outras mulheres, e outras experiências pessoais, como bullying e assédio sexual.
Fetch the Bolt Cutters foi lançado durante a pandemia de Covid-19 com muitos críticos achando a exploração do confinamento pertinente. O projeto recebeu uma aclamação critica relevante, e foi nomeado como um clássico instantâneo e o melhor trabalho de Fionna até hoje. É atualmente o álbum lançado em 2020 mais bem avaliado no site Metacritic, com uma nota 98/100. O álbum estreou na quarta posição na parada de álbuns Billboard 200 e número um na parada de álbuns alternativos e álbuns de rock, com o equivalente a 44 mil cópias vendidas.

## Antecedentes e gravação

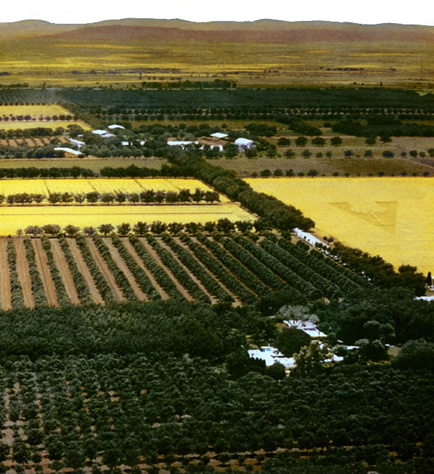
O aglomerado Sonic Ranch foi um dos locais onde o álbum foi gravado

Em 2012, após lançar The Idler Wheel..., Apple começou a conceitualizar  um novo álbum, considerando principalmente um projeto feito em sua casa em Venice Beach ou Pando, no Utah. Em fevereiro de 2015, ela começou os ensaios para o projeto com os integrantes de sua banda, Sebastian Steinberg, Amy Aileen Wood e Davíd Garza. Eles começaram a compor e a ensaio no estúdio de Fiona, usando objetos domésticos como instrumentos.

Em julho, eles iniciaram a gravação do álbum, por cerca de três semanas as gravações ocorrem no estúdio Sonic Ranch, em uma área rural do Texas, sem sucesso. Alguns meses depois, após retornar de Venice Beach, eles conseguiram avançar no projeto, com Apple gravando tomadas longas de instrumentos sendo batidos contra superfícies. Os vocais da cantora não foram editados, e o desenvolvimento do álbum  se tornou altamente percussivo. As sessões na casa de Apple foram amplamente gravadas com o programa GarageBand. Sobre as longas e sem edição tomadas, Apple comentou: 
| “ | Eu nem sabia como editar e diminuir o tamanho das gravações, então cada faixa é uma longa tomada, e se eu cometi algum erro, bem, é melhor eu reproduzir de novo e deixar que o erro faça parte do projeto. | ” |

Isto resultou no que Apple chamou de "orquestra de percussões", especialmente na faixa "Newspaper" e na faixa título. Apple comparou a casa dela "ao útero onde eu me desenvolvi em adulta", então ela escolheu gravar o álbum em casa para "retribuir" a casa. Ela elaborou sobre a presença da casa no projeto: "Eu realmente senti que ela era como um instrumento, o microfone: A casa é o microfone, a casa é o ambiente, a casa é um membro da banda." Além da casa de Apple, as sessões de gravação também ocorrem na Stanley Recordings e no estúdio privado do engenheiro de som, Dave Way, Waystation.
Em julho de 2019, Fiona começou a mixar o álbum. Em setembro do mesmo ano, o processo começou a diminuir, com surgindo dúvidas em Apple acerca do álbum. Nesta época, a artista mencionou pela primeira vez que estava trabalhando no LP em uma entrevista para a Vulture, explicando que ela ainda estava dando duro no próximo álbum dela que poderia ser lançado "há um milhão de anos" e estava esperançosa em lançá-lo em 2020. Ela também admitiu estar reclusa em casa enquanto gravava.
Em janeiro de 2020, tocou as gravações para os membros da sua banda, cuja resposta positiva fez Apple ficar animada novamente. Em uma entrevista aquele mês, ela disse que o processo de criação do álbum estava nos últimos estágios, faltando somente "a capa do álbum e algumas coisas". Em 9 de março de 2020, ela revelou que havia terminado a gravação.

## Sonoridade e letras
| Críticas profissionais  | Críticas profissionais |
| Pontuações agregadas    | Pontuações agregadas   |
| Fonte                   | Avaliação              |
| ----------------------- | ---------------------- |
| Metacritic              | 98/100                 |
| Avaliações da crítica   |                        |
| Fonte                   | Avaliação              |
| The Guardian            | [ 18 ]                 |
| The New York Times      | 10/10                  |
| Pitchfork               | 10/10                  |
| Rolling Stone           | [ 21 ]                 |
| New Music Express (NME) | [ 22 ]                 |

Fetch the Bolt Cutters é um álbum de percussão em sua essência, ou seja, auxiliado por batidas como as de um tambor. O piano característico da cantora continua presente, mas de uma forma mais percussiva. Além do conjunto de instrumentos comuns, o projeto conta com objetos domésticos e pessoais da casa da cantora para fazer as batidas, como os ossos da cachorra doente de Fiona, Janet. Os ritmos experimentais no projeto evocam o gênero música industrial e estão contrapostos a melódias mais tradicionais. Tom Breihan, da Stereogum, discute que enquanto a música percussiva é tipicamente "moldada em volta da ideia de dançar, de guiar e concentrar os ritmos do corpo humano", o álbum de Apple, ao contrário, "brinca de forma selvagem, uma tentativa febril de espelhar o caos que está dentro da mente humana quando esta superaquecida." Fiona atribuiu o uso de percussão no projeto a hábitos da infância, desenvolvidos por conta do seu transtorno obsessivo-compulsivo, no qual ela sempre caminhava ritmicamente em uma certa quantidade de tempo.
O álbum tem sido notado pela sua aproximação experimental ao pop music. O projeto transcende gêneros e categorizações, e críticos têm afirmado sua originalidade. Além do mais, este tem sido comparado aos trabalhos de Nina Simone e Kate Bush, por exemplo, sendo que Kate é citada na faixa título. As faixas não seguem uma estrutura comum de versos-refrão. A imprevisibilidade das músicas é acompanhada de seções sendo repetidas, paradas repentinas e mudanças no ritmo. O baixista de longa data de Fiona, Sebastian Steinberg, comparou o álbum à faixa de 2012 da cantora, "Hot Knife", a descrevendo como "bem crua e sem ritmo". Tem sido notado como menos melancólico que os projetos anteriores da cantora, com as faixas mais animadas sendo descritas como "engraçadas, raivosas, e algumas vezes triunfantes." O LP é feito a partir de frequentes improvisações, barulhos ao fundo como latidos de cachorros, devido a gravação na casa de Fiona.

No álbum, Apple torna a voz dela um instrumento musical, comentando:
| “ | "Eu me divirto com a minha voz, mas eu não quero que ela seja perfeita o tempo todo. Eu não estou tentando convencer ninguém que eu sou uma cantora. Ela acabou se tornando outro instrumento." | ” |

 Breihan notou que Apple demonstra "o senso de um rapper que percebe que as palavras podem ser músicas", enquanto que Laura Barton, do The Guardian, destacou a intimidade nos vocais de Fiona:"meio convencional, quase que sussurros para si mesma, permitindo que toda rouquidão, respiração e ferocidade apareçam." Jon Pareles do The New York Times achou que "se ela estiver agindo com sarcástica solicitude ou enrouquecendo como quase que um grito, ela articula cada palavra claramente, emocionalmente mas nunca perdendo o controle.
Liricamente, Apple define o tema central do álbum como "não tendo medo de falar," com Laura similarmente reconhecendo "uma recusa a ser silenciada". Apple mais tarde disse que isto era uma simplificação, elaborando que "é sobre sair de uma prisão que você permitiu a si mesmo estar". Ela disse que compor a ajudou a libertar as ideias que ela tinha sobre ela mesma, explicando que "este álbum como um todo, para mim, se tornou em uma dor que eu tinha dentro da minha cabeça e agora passou, é como este pulso que agora nós todos podemos compartilhar." Pareles achou que o álbum explora "dores tanto do passado quanto do presente: bullying, assédio sexual, jogos mentais destrutivos, problemas amorosos, os próprios medos e compulsões de [Fiona] e as pessoas que tiraram vantagem dela." O álbum explora liberdade, Breihan comenta que "nós podemos ouvir a euforia de um grande desgaste".
Um outro tema que Apple explora são os relacionamentos sociais complexos dela com outras mulheres. Fiona comentou que essas relações começaram a machuca-la no ensino fundamental, e o álbum conta com a tentativa da cantora em fazer as pazes com "os tipos de mulheres que a sociedade tem sempre delegado a ela para competir", como ex-namoradas de seus ex. Apple exemplificou esta ideia como "não deixando homens colocar-nos contra as outras ou nos manter separadas para que então eles possam controlar a mensagem."

## Lançamento
No dia 16 de março de 2020, Apple anunciou o álbum e seu título em uma entrevista para a New Yorker.  No começo de abril, ela anunciou que o álbum estava pronto para ser lançado digitalmente no dia 17. A Epic Records havia planejado lança-lo em outubro, devida as limitações em promover o trabalho graças a pandemia de Covid-19. No entanto, Fiona os pressionou para lançar o álbum mais cedo, tanto em benefício dos ouvintes que estão em isolamento social, e para ela, que poderia evitar comitivas com a imprensa. O amigo de Apple, King Princess, também a encorajou a lançar logo. Os críticos comentaram a oportunidade em lançar o álbum durante o isolamento, achando a temática relevante na sua exploração do confinamento, e comparando a reclusa de Apple às medidas tomadas por autoridades.

### Capa do álbum e título

Foi uma fala da personagem de Gillian quem deu nome ao álbum de Fiona

A capa do álbum foi conceituada pelo membro da banda de Fiona, Davíd Garza, seguindo a decisão em lançar o LP mais cedo. Apple o enviou uma foto que ela havia tirado dela mesma, "dois ou três anos" antes, e que tinha salvo como uma potencial capa do álbum. Na escolha da fotografia, ela comentou:"Aquela cara é muito eu. Eu só queria que fosse tipo, 'Ei, adivinha? Estou de volta!Aqui estão algumas músicas. Você quer ouvi-las?hi,hi,hi,hi.'"
O título, Fetch the Bolt Cutters, é uma citação da série britânica-irlandesa, The Fall, onde a protagonista, uma investigadora de crimes relacionados a sexo interpretada por Gillian Anderson, recita a frase enquanto investiga a cena de um crime onde uma mulher foi torturada. Depois que o álbum foi lançado, Anderson reconheceu o título compartilhando um GIF da cena no seu Twitter. A citação reflete a exploração do álbum de se tornar livre, com Apple resumindo a mensagem do título como "Pegue a sua ferramenta da liberdade. Se liberte".

## Lista de faixas
Todas as faixas escritas e compostas por Fiona Apple, exceto onde há notas. 
| Fetch the Bolt Cutters lista de faixas |                                                                  |         |  |
| N.º                                    | Título                                                           | Duração |  |
| 1.                                     | "I Want You to Love Me"                                          | 3:57    |  |
| 2.                                     | "Shameika"                                                       | 4:08    |  |
| 3.                                     | "Fetch the Bolt Cutters"                                         | 4:58    |  |
| 4.                                     | "Under the Table"                                                | 3:21    |  |
| 5.                                     | "Relay"                                                          | 4:49    |  |
| 6.                                     | "Rack of His"                                                    | 3:42    |  |
| 7.                                     | "Newspaper"                                                      | 5:32    |  |
| 8.                                     | "Ladies" (música composta por Sebastian Steinberg e Davíd Garza) | 5:25    |  |
| 9.                                     | "Heavy Balloon"                                                  | 3:26    |  |
| 10.                                    | "Cosmonauts"                                                     | 3:59    |  |
| 11.                                    | "For Her"                                                        | 2:43    |  |
| 12.                                    | "Drumset"                                                        | 2:40    |  |
| 13.                                    | "On I Go"                                                        | 3:09    |  |
| Duração total:                         | Duração total:                                                   | 51:49   |  |